# Harold Franklyn
Pour les articles homonymes, voir Franklin.
Harold Edmund Franklyn (né le 28 novembre 1885 à Cork et mort le 31 mars 1963 à Newbury) est un général britannique.
Officier de l'armée de terre britannique, il a combattu pendant la Première et la Seconde Guerre mondiale.
Il est surtout connu pour son commandement de la 5e division d'infanterie lors de la bataille de France en mai et juin 1940.